# Azimut
Pour les articles homonymes, voir Azimut (homonymie).

L'azimut.

L’azimut ou azimuth (orthographe ancienne parfois utilisée aujourd'hui) d'un objet est l'angle dans le plan horizontal entre la direction de cet objet et une direction de référence. 
La référence peut être le nord géographique ou magnétique. L'azimut est mesuré depuis le nord de 0° (inclus) à 360° (exclu) dans le sens rétrograde (sens des aiguilles d'une montre) : l’est est à 90°, le sud à 180° et l’ouest à 270°.
Ce terme est issu de l'espagnol « acimut », lui-même issu de l'arabe السمت (as-simt), qui signifie « direction ».

## Navigation
En navigation, on distingue l'azimut compas et l'azimut vrai. L'azimut compas (ou relèvement compas) d'un objet (communément appelé relèvement ou amer) se mesure à l'aide d'un compas de relèvement. Cette mesure est notée {\displaystyle Z_{c}}.
L'azimut vrai (ou relèvement vrai ou route orthodromique), noté {\displaystyle Z_{v}}, s'en déduit en apportant les corrections dues au compas utilisé (déviation {\displaystyle \delta }) et à la position géographique (déclinaison magnétique terrestre « {\displaystyle D} »). La somme de ces corrections s'appelle la variation et on peut donc écrire :
{\displaystyle Z_{v}=Z_{c}+W} ;
{\displaystyle W=\delta +D} (variation = déviation + déclinaison).
On notera que dans le cas de l'utilisation d'un compas gyroscopique, qui donne un {\displaystyle Z_{g}}, la variation {\displaystyle W_{g}} est en général faible (de l'ordre de quelques degrés).
{\displaystyle Z_{v}=Z_{g}+W_{g}}.
La valeur de {\displaystyle D} qui évolue dans l'espace et dans le temps est calculée régulièrement par les scientifiques . Elle se lit sur les cartes marines ou isogoniques. {\displaystyle \delta } s'obtient d'après la « courbe des déviations » du compas, qui doit être révisée régulièrement par un membre de l'équipage ou un technicien.

## Astronomie
En astronomie, dans le système de coordonnées horizontales (système local), la direction d'un objet céleste peut être donnée par son azimut, angle horizontal mesuré depuis le méridien Sud dans le sens des aiguilles d'une montre, et sa hauteur : l'avantage est qu'au moment de son passage au méridien, l'azimut et l'angle horaire d'un astre sont tous deux nuls.

## Géodésie
En géodésie, on calcule l'azimut à partir du nord.

## Enregistrement magnétique
Pour un enregistreur magnétique (magnétophone à bande ou à cassette), il est essentiel que l'entrefer des têtes magnétiques fasse très exactement un angle de 90° avec l'axe de défilement de la bande. Un parfait azimutage assure une bonne reproduction des fréquences élevées.